# INFINITY (ViViDのアルバム)
『INFINITY』（インフィニティ）は、日本のヴィジュアル系ロックバンド・ViViDが2012年6月27日にエピックレコードジャパンから発売した1枚目のオリジナルアルバムである。

## 内容
前作『THE ViViD COLOR』から約2年4ヶ月ぶり、初のオリジナルアルバム。
今作は既発シングルを核にするようなコンセプトを設けず、今自身がやりたいことを凝縮させた内容となっている。また、基本的に新しく制作された楽曲ではなく50曲ぐらいあったストックからメンバー全員で話し合い曲順を決め選出されたという。
初回生産限定盤とスペシャルボーナストラック盤の2形態で発売された。初回生産限定盤はスペシャルスリーブケース仕様で、特典として島田秀平によるViViDの未来占い「ViViD×島田秀平～ViViDの未来は如何に2012～」と、メジャーデビューから日本武道館で開催されたワンマンライブ『ViViD LIVE 2012「TAKE OFF～Birth to the NEW WORLD～」』までのドキュメンタリー映像「メジャーデビューからの軌跡～ViViDよりぬきV流映像 総集編～」を収録したDVDが同梱された。また、スペシャルボーナストラック盤はピクチャーレーベル仕様で、ボーナストラックとして「EVER」が収録されているほか、6種類のトレーディングカードからランダムで1種類封入されている。

## 収録曲
| #         | タイトル                     | 作詞      | 作曲      | 編曲                                            | スクラッチアレンジ | 時間  |
| --------- | ---------------------------- | --------- | --------- | ----------------------------------------------- | ------------------ | ----- |
| 1.        | 「live your life」           | シン      | イヴ      | ViViD、宅見将典                                 |                    | 3:30  |
| 2.        | 「BLUE」                     | シン      | イヴ      | ViViD、宅見将典                                 | DJ Mass            | 3:26  |
| 3.        | 「REAL」                     | シン      | イヴ      | ViViD、宅見将典                                 |                    | 4:13  |
| 4.        | 「memories in white」        | シン      | イヴ      | ViViD、宅見将典                                 |                    | 4:13  |
| 5.        | 「calling」                  | シン      | 怜我      | ViViD、宅見将典                                 |                    | 4:01  |
| 6.        | 「カケラ」                   | シン      | イヴ      | ViViD、YAMACHI                                  |                    | 3:45  |
| 7.        | 「夏風〜endless love〜」     | シン      | 怜我      | ViViD、宅見将典                                 |                    | 5:00  |
| 8.        | 「explosion」                |           | 零乃      | ViViD、宅見将典                                 |                    | 4:35  |
| 9.        | 「「夢」〜ムゲンノカナタ〜」 | シン      | 零乃      | ViViD、宅見将典                                 | DJ NON             | 3:47  |
| 10.       | 「RIDE on time」             | シン      | イヴ      | ViViD、宅見将典                                 |                    | 3:54  |
| 11.       | 「FAKE」                     | シン      | イヴ      | ViViD、YAMACHI                                  |                    | 4:41  |
| 12.       | 「message」                  | シン      | イヴ      | ViViD、宅見将典                                 |                    | 4:53  |
| 13.       | 「EVER」                     | シン      | 零乃      | ViViD、宅見将典（ストリングスアレンジ：真部裕） |                    | 4:52  |
| 合計時間: | 合計時間:                    | 合計時間: | 合計時間: | 合計時間:                                       | 合計時間:          | 54:50 |

### 解説
1. live your life
今作のリード曲。これまでにないロックナンバーを意識して制作され、歌詞には誰かに何かを言われて何が正解かは分からなくても、自分自身を見失わないようにしようというメッセージが込められている。シン曰く「この楽曲が皆の心の代弁になればいいなと思った」という[1]。
2. BLUE
メジャー2ndシングルの表題曲。
3. REAL
メジャー5thシングルの表題曲。
4. memories in white
死別をテーマにした楽曲。
5. calling
歌詞はフィクションで、遠距離恋愛をテーマに書かれたという[1]。
6. カケラ
メジャー3rdシングルのカップリング曲。
7. 夏風〜endless love〜
この楽曲の歌詞はオープンカーで海辺をドライブしてる雰囲気で書いてみたという[1]。
8. explosion
ギターによるインストゥルメンタル。零乃が発起人となり制作された[1]。
9. 「夢」〜ムゲンノカナタ〜
メジャー1stシングルの表題曲。
10. RIDE on time
この楽曲の歌詞は悩むことなくすんなり書けたという[1]。
11. FAKE
メジャー3rdシングルの表題曲。
12. message
メジャー4thシングルの表題曲。
13. EVER
通常盤のみに収録されているボーナストラック。元々はシングル候補だった。「memories in white」では死別をテーマとしていたが、今楽曲は「別れ」をテーマとした楽曲となっている。

## 参加ミュージシャン
ViViD
- シン：Vocal
- 零乃：Guitar
- 怜我：Guitar
- イヴ：Bass
- Ko-ki：Drums

Extra Musician
- 佐々木真里：Piano (#11)
- クラッシャー木村：Violin (#12)
- 牛山玲名：Violin (#12)
- 武藤宏樹：Violin (#12)
- 藤田弥生：Violin (#12)
- 細川亜維子：Viola (#12)
- 館泉礼一：Viola (#12)
- 赤荻雄二：Music Transcrider (#12)

## タイアップ
- Windows Vista/7/8/10専用ゲームソフト『ドラゴンネスト』メインストーリー章「復活」テーマソング (#1)
- テレビ東京系列アニメ『BLEACH』第14期オープニングテーマ (#2)
- TBS系列アニメ『機動戦士ガンダムAGE』キオ編オープニングテーマ (#3)
- テレビ東京系列アニメ『レベルE』エンディングテーマ (#9)
- GREE専用ソーシャルゲーム『恋と仕事と君のプロデュース』テーマソング (#11)